# Aston Martin V8 Vantage (1977)
Der 1977 vorgestellte Aston Martin V8 Vantage ist ein Straßensportwagen des britischen Automobilherstellers Aston Martin, der auf dem Coupé V8 basiert. Von ihm unterscheidet er sich vor allem durch eine deutlich höhere Motorleistung und durch geänderte Karosserieteile. Er wird vielfach als erster britischer Supersportwagen angesehen. Neben dem geschlossenen Zweitürer war zeitweise auch das Cabriolet V8 Vantage Volante erhältlich. Im Laufe der Jahre kombinierte Aston Martin unterschiedliche Karosserie- und Motorvarianten miteinander, sodass neben den eigentlichen Serienmodellen eine Vielzahl von Sonderversionen entstand, die in Kleinstserien gebaut wurden oder Einzelstücke blieben. Der V8 Vantage ist außerdem die technische Basis für den exklusiven Aston Martin V8 Zagato, der eine eigenständige Karosserie hat.

## Entstehungsgeschichte

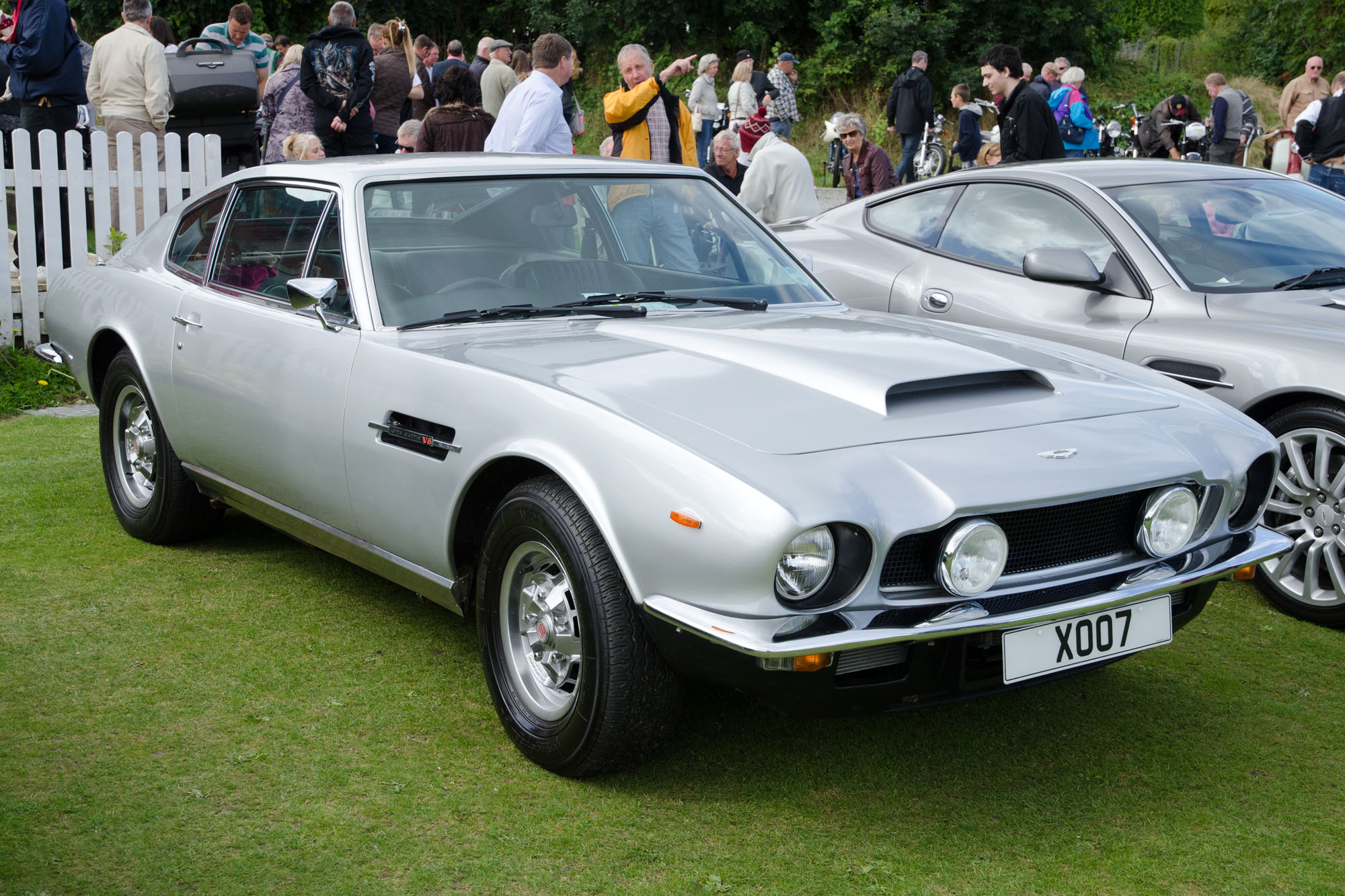
Technische Basis für den V8 Vantage: Aston Martin V8

Der V8 Vantage geht ebenso wie der reguläre V8 auf den 1967 vorgestellten Aston Martin DBS zurück, der den technisch und stilistisch veralteten DB6 schrittweise ersetzte. Der DBS war noch während der Zugehörigkeit Aston Martins zum David-Brown-Konzern entwickelt worden und war neben dem bekannten Sechszylindermotor ab September 1969 auch mit einem neuen, unter der Leitung von Tadek Marek entwickelten Achtzylinder-V-Motor erhältlich. Nachdem Aston Martin in wirtschaftliche Schwierigkeiten geraten war, verkaufte David Brown den Betrieb 1972 an das in Birmingham ansässige Unternehmen Corporate Developments, das in erster Linie als Immobilienentwickler tätig war. Der neue Inhaber setzte die Produktion des Achtzylindersportwagens fort, benannte den DBS V8 aber in Aston Martin V8 um. Vor allem wegen der Auswirkungen der ersten Ölpreiskrise gelang es Corporate Developments nicht, Aston Martin zu konsolidieren. 1974 kam es zur Insolvenz. In den ersten sechs Monaten des Jahres 1975 baute Aston Martin kein einziges Auto. Erst als im Juni 1975 ein Konsortium aus britischen und nordamerikanischen Geschäftsleuten den Betrieb übernommen und in die Gesellschaft Aston Martin Lagonda (1975) Ltd. überführt hatte, wurde die Produktion in zunächst bescheidenem Ausmaß wieder aufgenommen. 1975 entstanden insgesamt nur 21 Autos, im Jahr darauf wurden wieder dreistellige Produktionszahlen erreicht. Das neue Management unter Alan Curtis stellte 1976 die Weichen für eine Ausweitung der Modellpalette. Schrittweise entstanden daraufhin weitere Varianten des V8, zu denen eine Sportversion, ein Cabriolet und eine Limousine gehörten.
Am schnellsten zu verwirklichen war eine leistungsgesteigerte Version, die bereits im Frühjahr 1977 zur Verfügung stand. Anfänglich war geplant, die Leistungssteigerung nur als Tuningkit anzubieten, mit dem Aston Martins Works Service auf Kundenwunsch nachträglich reguläre V8-Coupés modifizieren sollte. Weil aber die Nachfrage schon im Vorfeld unerwartet hoch war, entschied sich Aston Martin dafür, die leistungsgesteigerte Version zu einem werksseitig angebotenen Modell zu machen, das als V8 Vantage verkauft wurde.
Der V8 Vantage erregte bei seiner Vorstellung im Frühjahr 1977 viel Aufsehen. Viele sehen in ihm den ersten britischen Supersportwagen. Er wurde mit dem (seinerzeit bereits eingestellten) Ferrari 365 GTB/4 „Daytona“ und dem Lamborghini Countach verglichen.
Die Produktion des V8 Vantage endete wie die des V8 im Jahr 1989 mit der Einführung des neu konstruierten Virage, von dem es ab 1992 seinerseits eine besonders starke Vantage-Version gab.

## Nomenklatur
Der englische Begriff Vantage bedeutet auf Deutsch Vorteil. Er wird bei Aston Martin seit dem DB2 traditionell für leistungsgesteigerte Versionen der jeweiligen Serienmodelle verwendet. Eine traditionswidrige Ausnahme bildete nur der Aston Martin Vantage von 1972, bei dem es sich um eine schwächere, mit einem alten Reihensechszylindermotor ausgestattete Basisversion des V8 handelte.

## Karosserie und Technik

### Motor und Kraftübertragung

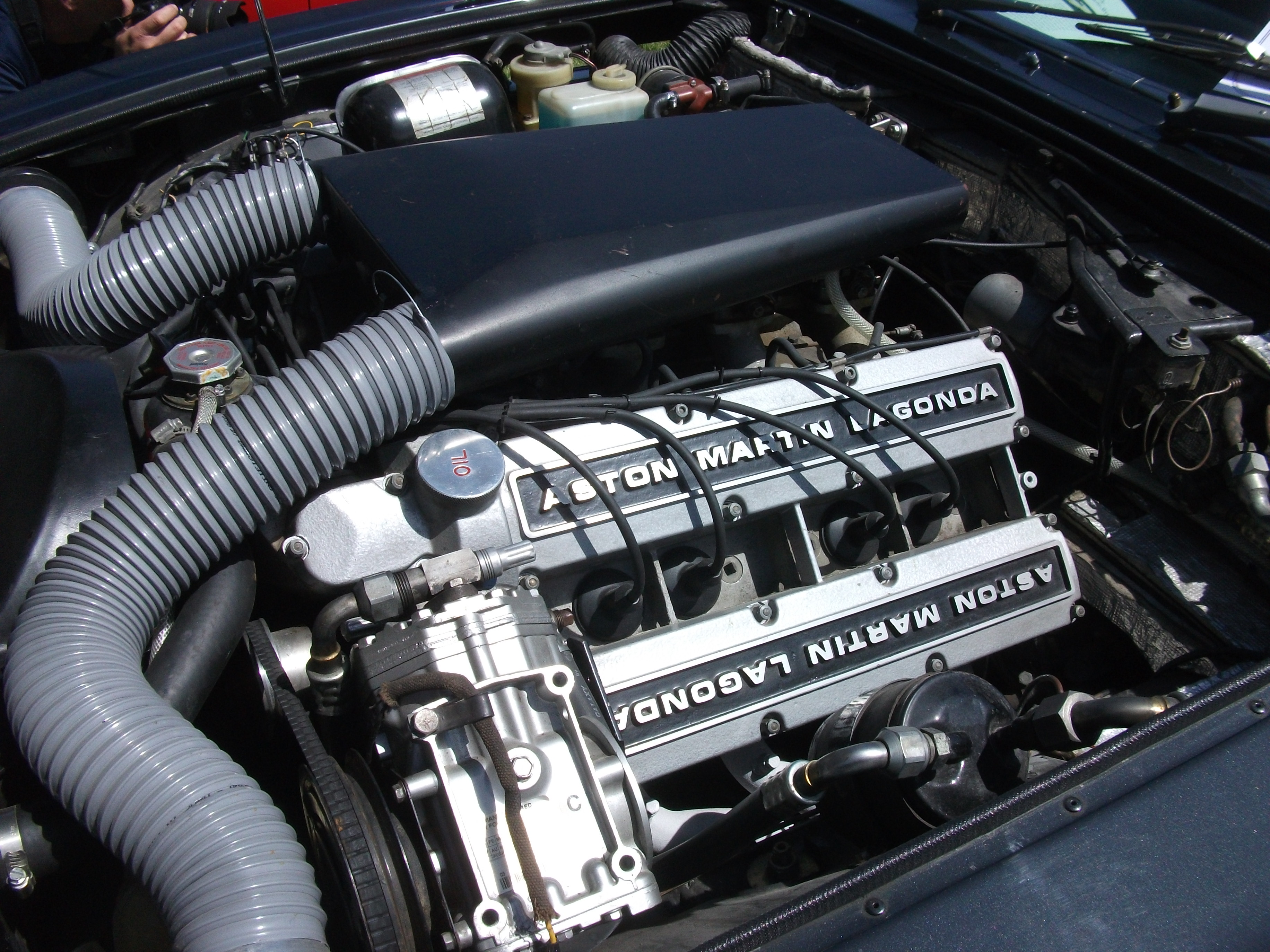
Achtzylinder-V-Motor

Der Aston Martin V8 Vantage wird von dem gleichen Achtzylinder-V-Motor angetrieben, der auch im Coupé V8 und im Cabriolet V8 Volante zum Einsatz kommt. Der Hubraum aller Varianten beträgt übereinstimmend 5341 cm³ (Bohrung × Hub: 100 × 85 mm). Zylinderkopf, Zylinderblock und zahlreiche Anbauteile bestehen aus Gewichtsgründen aus Aluminiumlegierungen. Der Zylinderbankwinkel beträgt 90 Grad. Jede Zylinderreihe hat zwei obenliegende Nockenwellen, die pro Zylinder ein Ein- und ein Auslassventil steuern. Im Vergleich zum Motor des regulären V8 hat der Vantage-Motor größere Ein- und Auslassventile (Durchmesser 2,1 Zoll) und eine überarbeitete Nockenwelle mit geänderten Steuerzeiten, die gleiche Art wie in der Einspritzversion des Achtzylindermotors bis 1972. Die Kolben des Vantage-Motors konstruierte und fertigte der Rennmotorenhersteller Cosworth. Außerdem sind die Weber-Vergaser vom Typ 48 IDFD2/100 des Vantage-Motors größer. Der V8 Vantage behielt die Vergaser bis 1989 bei. Die elektronische Einspritzanlage von Weber-Marelli, die Aston Martin 1986 für die fünfte Serie des regulären V8 einführte, übernahm er nicht. Schließlich haben die Vantage-Modelle eine speziell konstruierte Auspuffanlage.
Das Werk behauptete, die Motorleistung des V8 Vantage sei etwa 40 Prozent höher als die eines regulären V8. Genaue Werte wurden nicht bekannt gegeben. Die zeitgenössische britische Literatur ging von Leistungswerten im Bereich von 430 bhp aus; einzelne Spekulationen reichten sogar bis 485 bhp. Messungen des deutschen TÜV kamen für die ersten Jahrgänge des V8 Vantage dagegen auf 380 PS (279 kW). 1986 hob Aston Martin die Leistung des Serienmodells auf 410 bhp (305 kW, 417 PS) an, wahlweise war auch ein 432 bhp (322 kW, 438 PS) starker Motor erhältlich.
Als Kraftübertragung wurde werksseitig in den ersten Jahren ausschließlich ein handgeschaltetes Fünfganggetriebe von ZF angeboten. Die Dreigangautomatik von Chrysler, die in die meisten regulären V8 eingebaut wurde, bot das Werk für den Vantage anfänglich offiziell nicht an. Ungeachtet dessen wurde bereits 1978 mindestens ein Vantage auf Kundenwunsch mit einem Automatik-Getriebe vom Typ TorqueFlite von Chrysler ausgestattet. Erst ab 1986 war das Automatikgetriebe wahlweise erhältlich.

### Fahrwerk
Das Fahrwerk des V8 Vantage entspricht in seiner Auslegung grundsätzlich dem des regulären V8. Wegen einer geänderten Federung liegt der Wagen allerdings tiefer. Serienmäßig wurden einstellbare Stoßdämpfer von Koni eingebaut. Die Hinterradaufhängung wurde versteift und die Bremsen vergrößert. Werksseitig rüstete Aston Martin den V8 Vantage mit Reifen der Größe 255/60 VR15 aus, ab 1986 waren 16-Zoll-Reifen Standard. Auf Kundenwunsch gab es in den 1980er-Jahren auch breitere Reifen.

### Karosserie

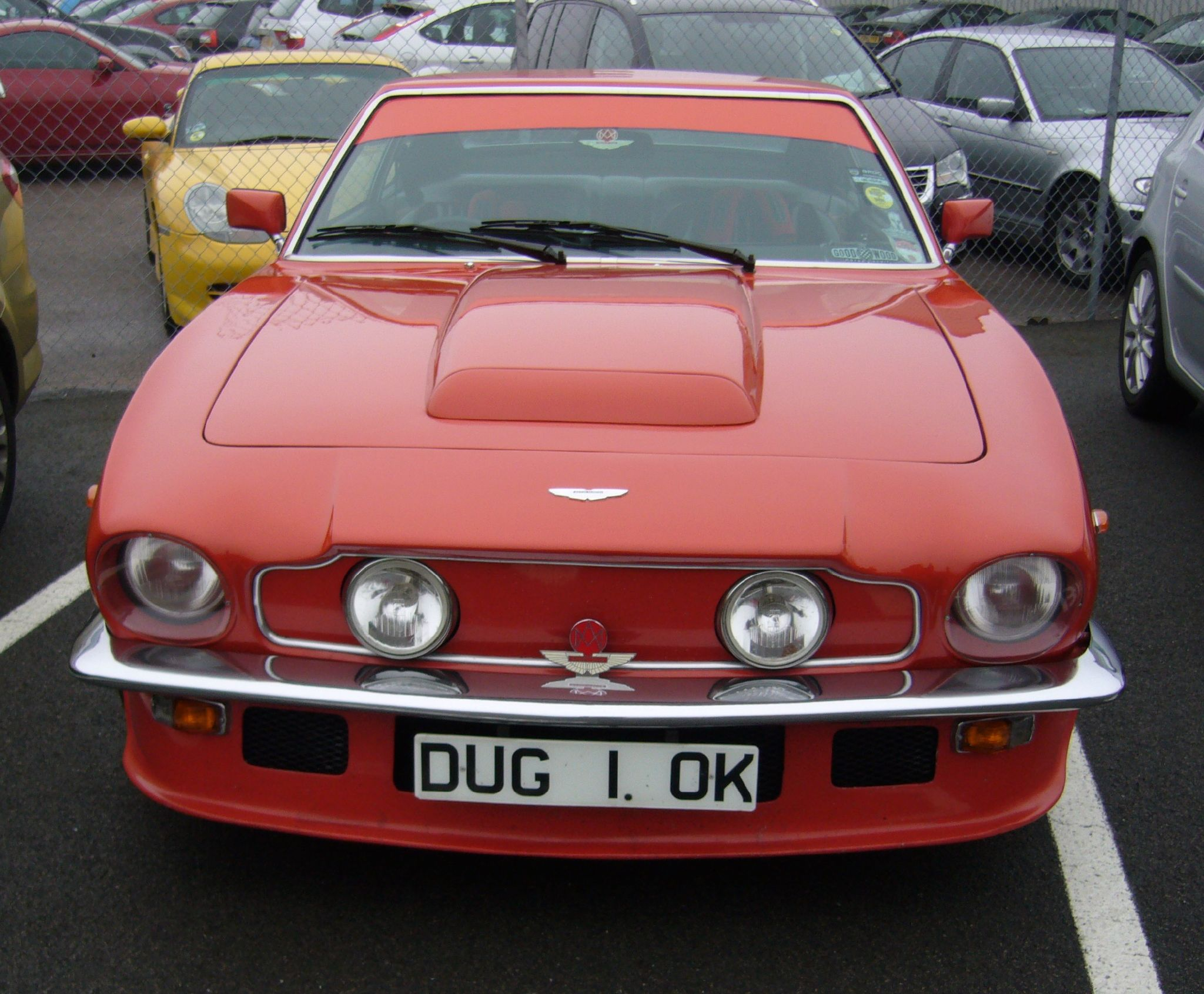
Serienmäßige V8-Vantage-Frontpartie: Großer Spoiler und verschlossene Kühleröffnung mit Zusatzscheinwerfern

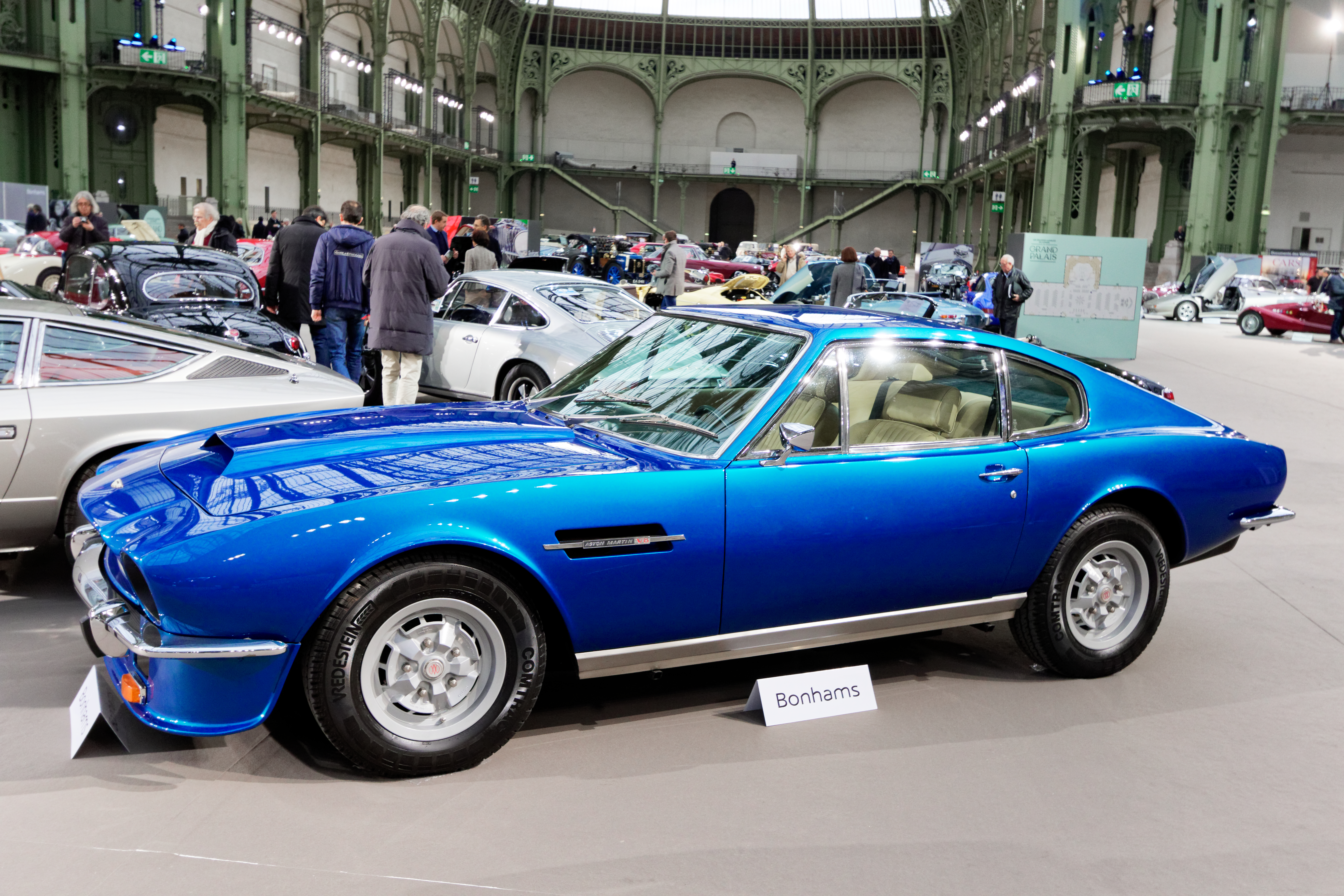
Nachgerüstet: V8 Saloon mit dem Frontspoiler des V8 Vantage

Die Karosserie des V8 Vantage wird von einem Plattformrahmen aus Stahl getragen, den Aston Martin seit 1973 selbst herstellte. Der Rahmen entspricht dem des regulären V8. Die äußeren Karosserieteile bestehen aus Aluminiumblechen, die bei Aston Martin in Handarbeit gefertigt wurden. Die Holzformen lieferte der Spezialbetrieb Woodmasters, der auch die Pressen fertigte, mit denen Aston Martin die Blechteile für den Plattformrahmen formte.
Stilistisch entspricht die Karosserie des V8 Vantage weitgehend der des regulären V8. Die Rohkarosserie, die Verglasung und die wesentlichen Blechteile des von William Towns entworfenen Coupéaufbaus wurden unverändert übernommen. Die äußerlichen Besonderheiten des Vantage betreffen vor allem Karosserieanbauteile. Die größer dimensionierten Reifen erforderten vergrößerte Radkästen und weiter ausgestellte Radläufe. Unter den vorderen Stoßstangen befindet sich bei den V8-Vantage-Modellen ein großer, in Wagenfarbe lackierter Spoiler aus glasfaserverstärktem Kunststoff mit mehreren Lufteinlässen. Der Spoiler verringert den Strömungswiderstand im Vergleich zum regulären Vantage um etwa 10 Prozent. Die Kühleröffnung oberhalb der Stoßstangen, die beim regulären V8 vergittert ist, ist beim V8 Vantage üblicherweise mit einer in Wagenfarbe lackierten Abdeckung verschlossen. In sie sind zwei Zusatzscheinwerfer eingelassen. Bei den ersten fünf Fahrzeugen waren dies kleine, bündig eingepasste Scheinwerfer von Cibié, die allerdings wegen sehr schwacher Leuchtkraft schon 1977 durch größere Einheiten ersetzt wurden. Die bei einem Prototyp getestete Abdeckung der gesamten Wagenfront mit einer Plexiglasscheibe wurde nicht in die Serie übernommen. Auf dem Kofferraumdeckel ist ein Heckspoiler angebracht, dessen Form sich im Laufe der Jahre änderte. Ein besonderes Kennzeichen der Vantage-Modelle ist außerdem die stark ausgebuchtete Motorhaube. Die Formen variieren im Detail. Der Vantage behielt die Ausbuchtung auch nach 1986 bei, als die regulären Saloons eine flache Motorhaube erhielten.
Diese Designbesonderheiten werden üblicherweise mit dem V8 Vantage verbunden, sind aber nicht bei allen Fahrzeugen der Baureihe zu finden. Jeder V8 Vantage war ein Unikat, dessen Ausstattung individuell mit dem Kunden abgestimmt wurde. So entstanden mehrere Vantage, deren Kühleröffnung über der Stoßstange nicht abgedeckt ist. Dies konnte neben den Vorlieben der Besteller auch technische Gründe haben: So empfahl Aston Martin, bei Lieferungen in sehr heiße Regionen auf die Abdeckung der Kühleröffnung zu verzichten. Gleiches gilt für die Lufteinlässe in der Motorhaube, die bei einigen frühen Vantage-Modellen offen war. Anderseits ließen einige Kunden die Anbauteile, die für den V8 Vantage üblich waren – insbesondere Frontspoiler –, auch an ihren regulären V8-Coupés anbringen. Insgesamt gibt es zahlreiche Mischformen, die die Identifizierung eines V8 Vantage anhand von Äußerlichkeiten erschweren.

## Die einzelnen Serien
Von 1977 bis 1989 stellte Aston Martin insgesamt etwa 360 Exemplare des V8 Vantage her. Mit Blick auf die Entwicklungsschritte wird üblicherweise zwischen drei Serien unterschieden, wobei innerhalb der einzelnen Serien teilweise weitere Differenzierungen vorgenommen werden.

### Serie 1: V540 (1977–1978)

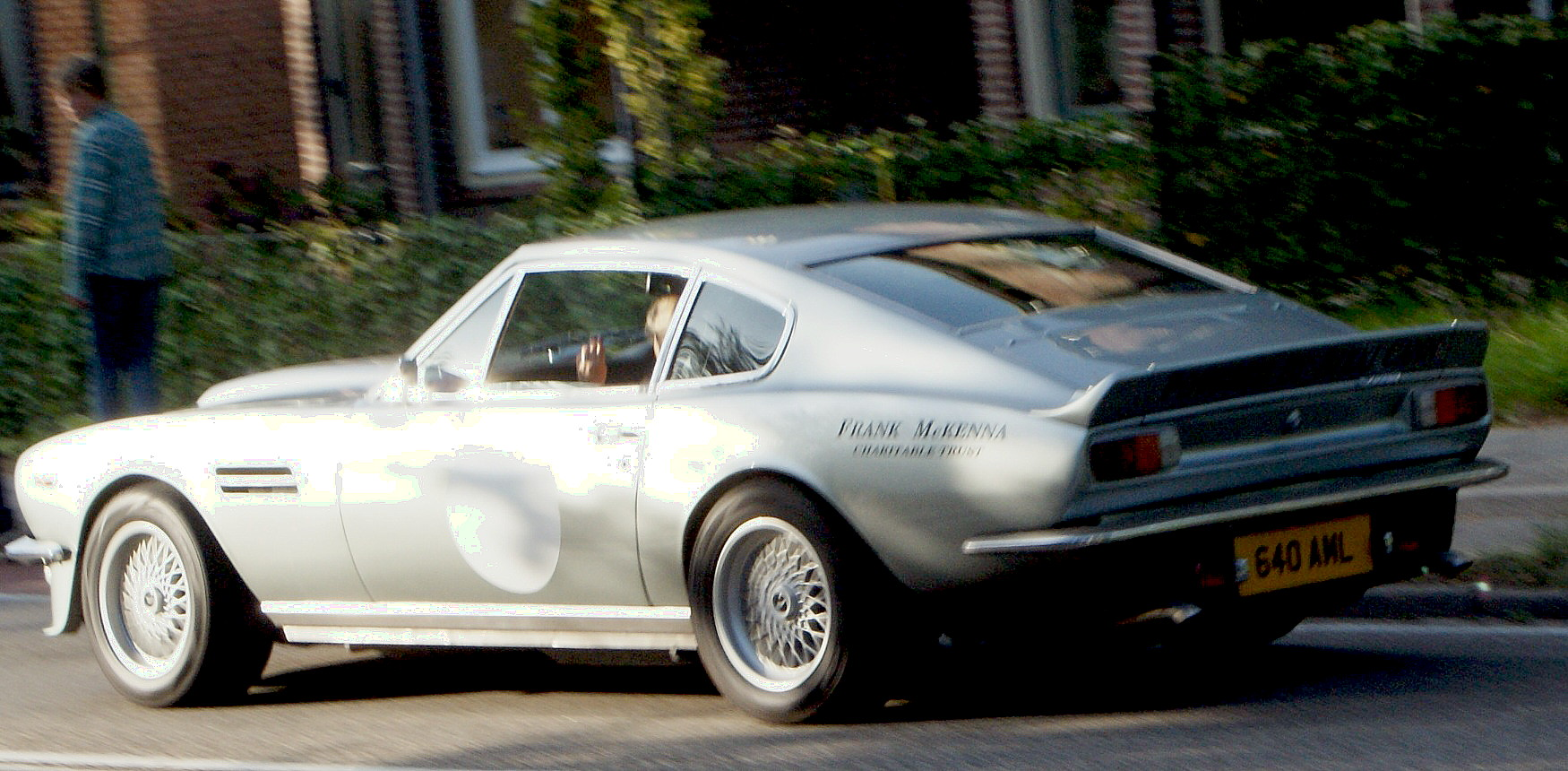
Nachträglich aufgesetzter Heckspoiler: V8 Vantage bolt-on flip-tail (1977)

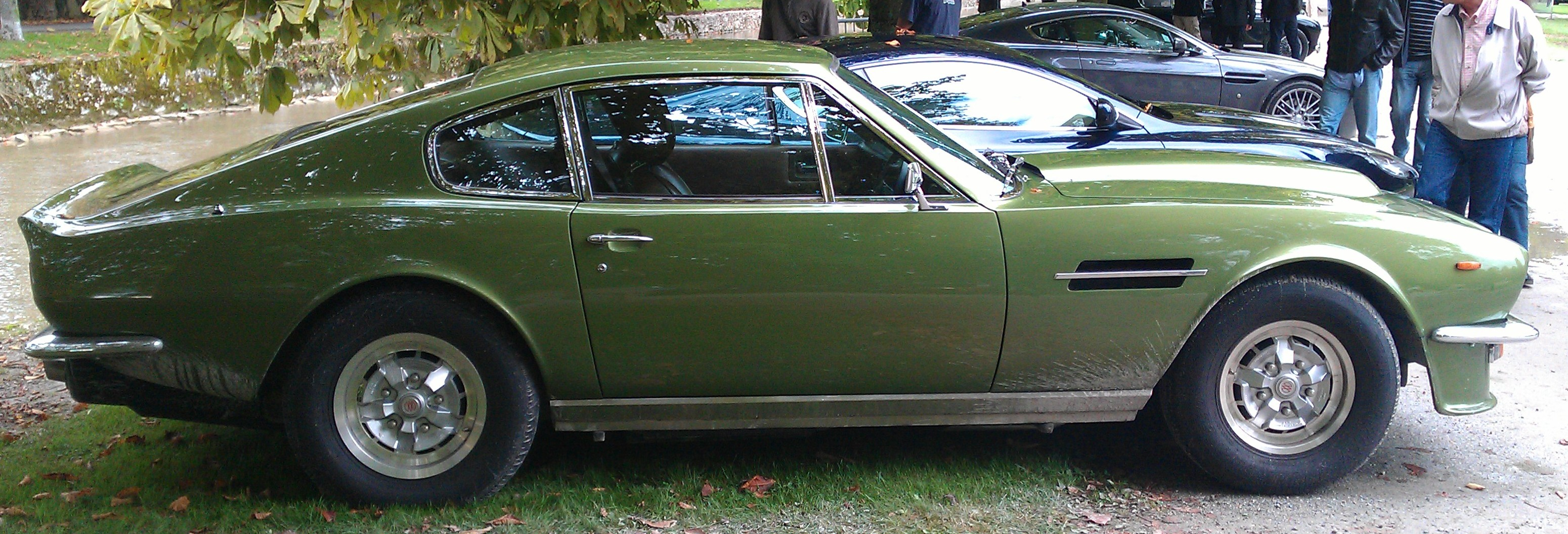
Integrierter Heckspoiler: (moulded) flip tail (1978)

Die erste Serie des Aston Martin Vantage wird werksintern als V540 bezeichnet. Sie umfasst 39 Fahrzeuge, die von 1977 bis zur Einführung der sogenannten Oscar-India-Modifikationen im Oktober 1978 hergestellt wurden. Die Jahrgänge 1977 und 1978 weichen in einigen Details deutlich voneinander ab:

#### 1977:Bolt-on
Die ersten 16 Autos, die im Jahr 1977 entstanden, haben Karosserien des zeitgenössischen V8 Saloon, die bei Aston Martins Works Service nachträglich umgebaut wurden. Bei ihnen verwendete Aston Martin auch die Motorhaube des V8 Saloon Series 3, deren besonderes Merkmal eine sehr große Lufteinlassöffnung ist. Diese Öffnung wurde für die Vantage-Modelle nachträglich verschweißt. Bei ihnen wurde außerdem der Heckspoiler nachträglich auf dem Kofferraumdeckel und den Kotflügelecken installiert. Diese ersten 16 Vantage werden im britischen Sprachraum als bolt-on flip-tail oder kurz bolt-on bezeichnet (englisch bolt: verschraubt). Die ersten fünf dieser Autos unterscheiden sich außerdem durch besonders kleine, ineffiziente Zusatzscheinwerfer von den späteren Exemplaren.

#### 1978:Flip-tails
Im Anschluss daran fertigte Aston Martin im Jahr 1978 weitere 23 Vantages, deren Motorhaube nun unmittelbar auf dieses Modell zugeschnitten ist; sie wurden von herein ohne Lufteinlassöffnung produziert. Bei ihnen ist außerdem der Heckspoiler direkt in die Karosserie integriert. Auf dieses Konstruktionsmerkmal beziehen sich die Begriffe moulded flip-tail bzw. flip-tail, mit denen diese Teilserie inoffiziell bezeichnet wird. Flip-tail-Karosserien erhielten auch die meisten der für die USA bestimmten Cosmetic V8 Vantages.

### Serie 2: V540 OI und V580 (1978–1986)
Im Oktober 1978 führte Aston Martin die vierte Serie des regulären V8 ein, die inoffiziell als Oscar India bezeichnet wird. Der Begriff nimmt die Umschreibungen des Fliegeralphabets für die Buchstaben O und I auf, die in diesem Zusammenhang eigentlich für October-Introduced stehen. Mit ihr waren technische und stilistische Änderungen verbunden. Einige davon übertrug Aston Martin auf den V8 Vantage, der damit in zweiter Serie erschien. Sie lässt sich wiederum in zwei Teilserien untergliedern:

#### V 540 OI
Die erste Tranche der zweiten Serie wird werksintern als V540 OI bezeichnet. Zu den äußerlich wahrnehmbaren Änderungen gehört eine neu gestaltete, geringfügig längere Heckpartie. Der Kofferraumdeckel läuft nun fast waagerecht aus; einen ausgeprägten Heckspoiler trägt der V8 Vantage in dieser Generation nicht mehr. Änderungen am Motor gab es nicht. Bei den regulären V8 Coupés war der Wechsel zur Oscar-India-Spezifikation mit der Einführung eines holzverkleideten Armaturenbretts verbunden. Dieses Detail übernahm Aston Martin für den V540 OI nicht; das Werk war der Auffassung, dass die Holzverkleidung die Fahrer ablenken könnte.
In dieser Form war der V8 Vantage von Oktober 1978 bis März 1980 im Programm. Insgesamt 44 Fahrzeuge entstanden in dieser Zeit.

#### V580

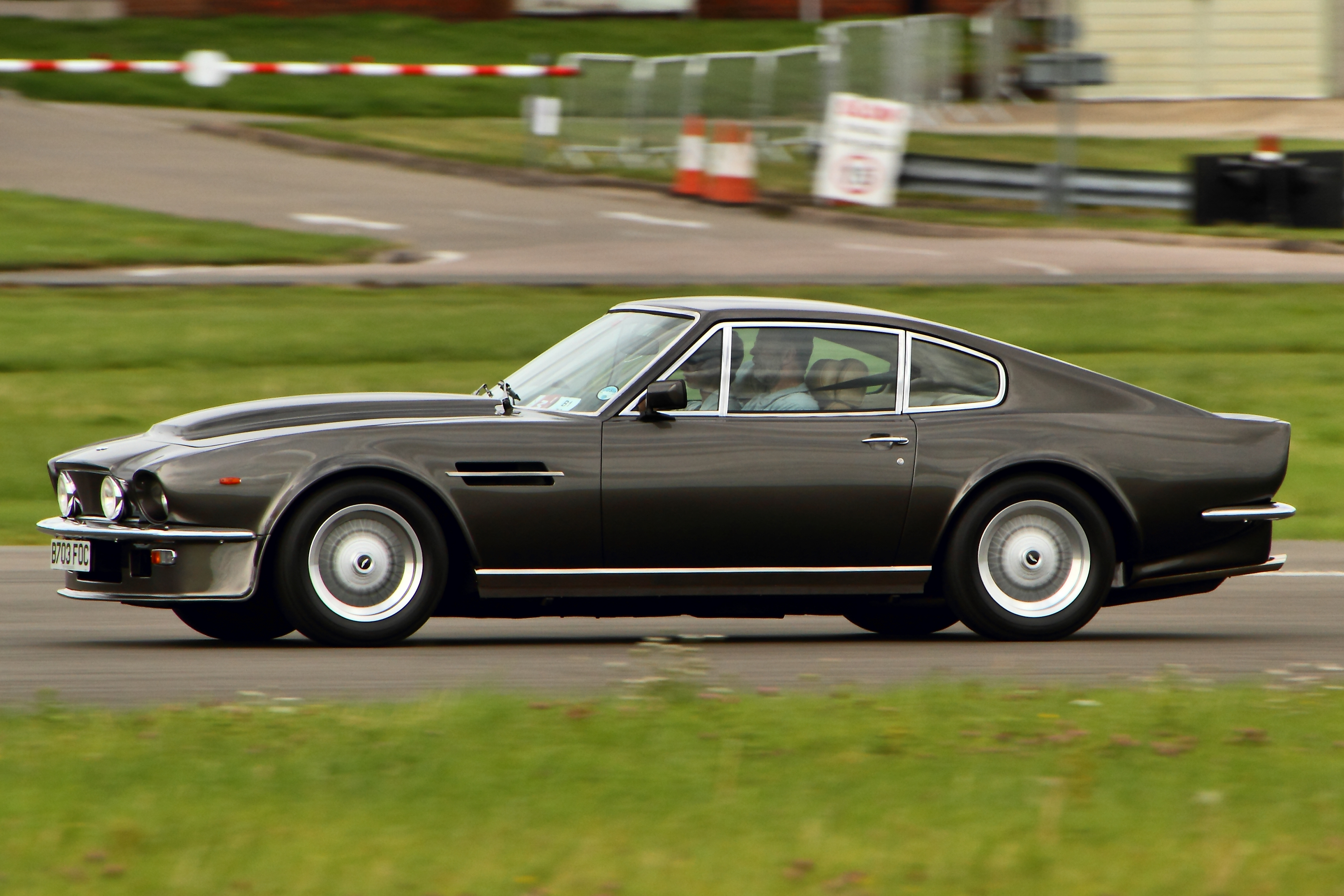
Flacher Heckabschluss der Oscar-India-Version (im Bild ein V580 BBS)

Im Frühjahr 1980 nahm Aston Martin einige technische Änderungen am V8 Vantage vor. Die Autos dieser Reihe werden werksintern als V580 bezeichnet. Die Änderungen betrafen vor allem eine Angleichung der Zylinderköpfe des V8 Vantage mit denen der viertürigen Limousine Lagonda, die bis dahin unterschiedlich gestaltet waren. Für Aston Martin ging es dabei vor allem um eine Standardisierung. Testberichte kamen zu dem Ergebnis, dass der V8-Vantage-Motor mit diesen Änderungen leiser laufe und drehwilliger sei; außerdem sei der Verbrauch geringfügig gesunken. Die Oscar-India-Karosserie blieb in dieser Version zunächst unverändert. 1981 stellte Aston Martin auf Reifen vom Format 275/55 VR15 um, die zunächst weiterhin auf GNK-Felgen saßen. Damit verbunden waren weiter ausgestellte Radläufe, sodass die Breite des Autos um 2 cm wuchs. Bis Dezember 1982 entstanden 43 Fahrzeuge dieser Konfiguration.
Zu Beginn des Jahres 1983 führte Aston Martin Felgen von BBS ein. Von den BBS-Oscar-Indias baute Aston Martin bis Ende 1985 noch 94 Autos.

### Serie 3: V580X (1986–1989)

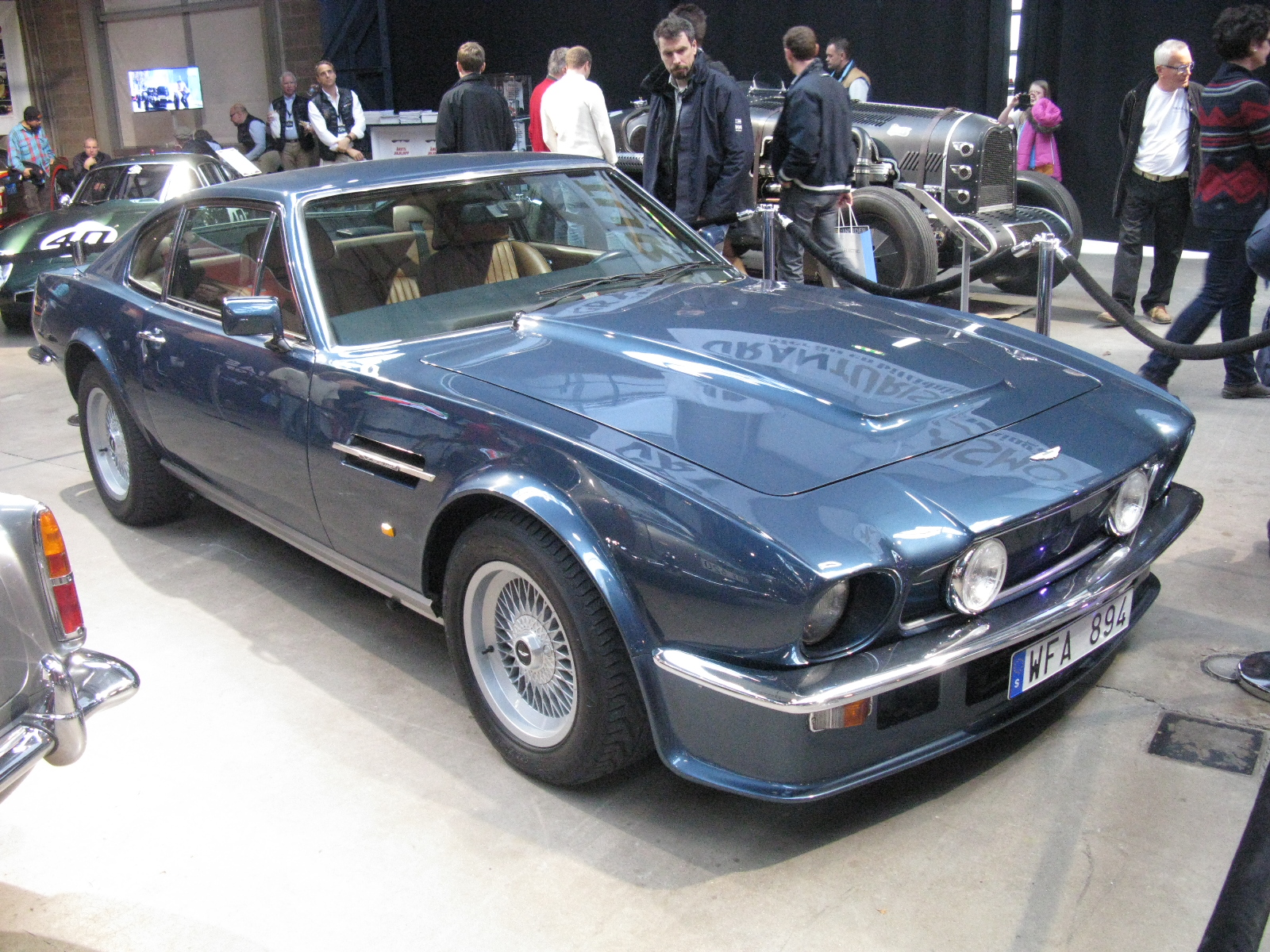
Mit „X-Pack“: Aston Martin V8 Vantage V580X (1988)

1986 erschien die letzte Entwicklungsstufe des V8 Vantage, mit der Aston Martin eine technische Angleichung an den kurz zuvor vorgestellten V8 Zagato vornahm. Sie wird werksintern als V50X bezeichnet, inoffiziell hat sich auch der Begriff X-Pack etabliert. In dieser Serie übernahm der V8 Vantage den werksintern V580X genannten, 410 bhp (308 kW, 419 PS) starken Motor des V8 Zagato Coupés. Dieses Triebwerk war weiterhin mit Vergasern ausgestattet, während der Motor des regulären V8 Saloon etwa zeitgleich auf eine elektronische Einspritzanlage umgestellt wurde. Ab 1987 war schließlich eine weitere Leistungssteigerung des Vantage-Motors auf 432 bhp (322 kW, 438 PS) möglich, die durch eine auf 10,5 : 1 erhöhte Verdichtung und durch aufgebohrte Vergaser zustande kam. Dieses inoffiziell Big Bore genannte Paket wurde zwar nicht werksseitig angeboten; Kunden konnten die Umrüstung aber nachträglich bei Aston Martins Works Service in Auftrag geben. Mit der Leistungssteigerung der dritten Vantage-Serie gingen kleinere Fahrwerksänderungen einher; die Autos hatten nun serienmäßig Goodyear-Reifen der Dimension 255/50 ZR16 und Ronal-Felgen. Nach wie vor wurde serienmäßig ein Schaltgetriebe vorgesehen; Chryslers Getriebeautomatik war nun aber eine werksseitig angebotene Sonderausstattung. Stilistisch zeichnet sich die X-Pack-Generation durch stärkere Kotflügelverbreiterungen aus; einige Autos haben auch auffällige Seitenschweller.
Bis zum Spätsommer 1987 baute Aston Martin 137 Fahrzeuge V8 Vantages der V580X-Reihe. Einer Quelle zufolge wurden „die meisten“ von ihnen mit dem Big-Bore-Paket ausgeliefert.

## Cosmetic Vantages

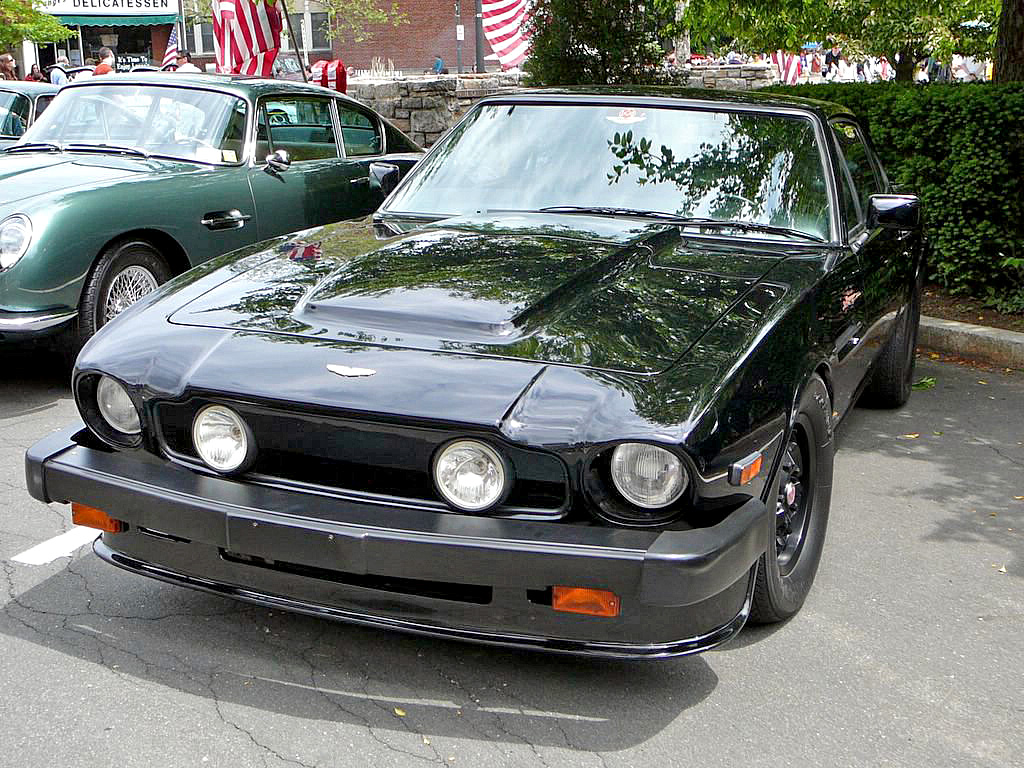
Cosmetic Vantage für den US-amerikanischen Markt

Weil sein Motor die dortigen Abgasvorschriften nicht erfüllte, durfte der V8 Vantage nicht in den USA verkauft werden. Um dieses Problem zu umgehen, baute Aston Martin ab 1978 eine Reihe von Mischfahrzeugen, die als Cosmetic Vantages bezeichnet werden. Sie entsprechen äußerlich dem in Europa verkauften V8 Vantage, haben aber nicht dessen leistungsstarken Motor, sondern die für den US-Markt konzipierte Ausführung des V8-Motors, die dort auch im regulären V8 Saloon angeboten wurde. Diese Autos waren deutlich leistungsschwächer als der V8 Vantage und auch schwächer als der reguläre V8 in Europa-Ausführung. In den meisten US-Bundesstaaten betrug die Motorleistung 260 bhp (194 kW, 263 PS). Für Kalifornien, wo noch strengere Abgasbestimmungen galten, war eine besondere Variante mit lediglich 200 bhp (149 kW, 202 PS) vorgesehen.
Insgesamt baute Aston Martin in den späten 1970er-Jahren je nach Quelle 11 oder 13 Cosmetic Vantages für den nordamerikanischen Markt. Die meisten von ihnen haben die Karosserien der flip-tail-Generation, einige entsprechen aber auch äußerlich der Oscar-India-Version, und mindestens ein Cosmetic hatte Karosseriedetails der 1986 eingeführten X-Pack-Reihe. Viele, aber nicht alle haben die für die USA typischen Sicherheitsstoßstangen. Die meisten dieser Autos wurden zwischenzeitlich mit europäischen Vantage-Motoren nachgerüstet; einige wurden auch nach Europa reimportiert.
Außerdem baute Aston Martin in den 1980er-Jahren für europäische Kunden Cosmetic Vantages. Sie haben üblicherweise die an den europäischen Markt angepassten Motoren des regulären V8 Saloon. Hier sind unterschiedliche Mischformen möglich.

## Die Cabriolets

### Der Anfang: Nachgerüstete Volantes
Vor allem mit Blick auf den nordamerikanischen Markt hatte Aston Martin im Sommer 1978 eine offene Version des V8 eingeführt, die der Tradition entsprechend als V8 Volante verkauft wurde. Der Volante war in den ersten Jahren werksseitig nur mit der Standardmotorisierung erhältlich, die auch im regulären V8 Coupé angeboten wurde. Der starke Vantage-Motor war nach Ansicht des Werks für das offene Auto aus Sicherheitsgründen nicht geeignet. Gleichwohl rüstete Aston Martins Works Service auf besonderen Kundenwunsch seit den späten 1970er-Jahren insgesamt sechs Volantes nachträglich mit Vantage-Motoren aus. Die Autos gingen an den Sultan von Brunei sowie an Kunden im Mittleren Osten und in Südafrika. Sie sind stilistisch sehr unterschiedlich; nur eines dieser umgerüsteten Autos entspricht annähernd dem späteren V8 Vantage Volante.

### V8 Vantage Volante

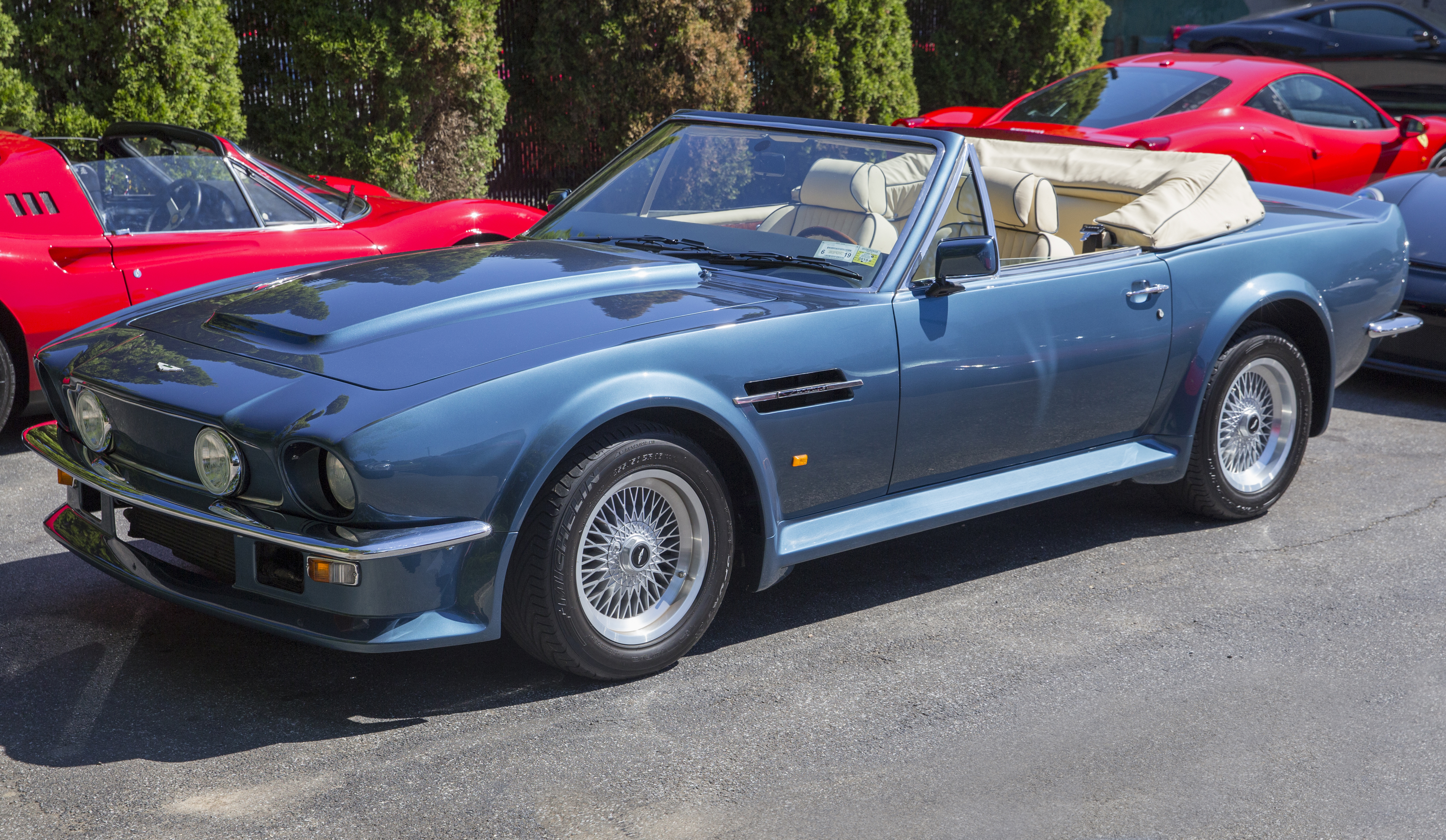
Als „geschmacklos“ kritisiert: V8 Vantage Volante

Ab Oktober 1986 gab es Kombination aus Cabriolet und starkem Vantage-Motor auch ab Werk. Das als V8 Vantage Volante verkaufte Modell entspricht technisch dem Vantage der dritten Serie (V580X X-Pack), hat also den 410 bhp (308 kW, 419 PS) starken Vergasermotor. Äußerlich hebt sich der Vantage Volante durch auffällige Spoiler, Kotflügelverbreiterungen und Seitenschweller vom Standard-Volante ab. Der in den Heckabschluss integrierte hintere Spoiler griff die Form des 1978 hergestellten V8 Flip-Tail-Coupés auf. Die stilistischen Veränderungen waren aus aerodynamischen Gründen nicht notwendig, verliehen dem Fahrzeug aber „eine besondere Präsenz“. Sie wurden nicht durchgängig befürwortet. Einige Stimmen hielten sie für „geschmacklos“, andere waren der Auffassung, dass der V8 Volante durch sie zur „Karikatur eines Sportwagens“ werde. Der V8 Vantage Volante erreichte eine Höchstgeschwindigkeit von 270 km/h. Er war damit seinerzeit das schnellste in Serie gefertigte Cabriolet der Welt.
Von Oktober 1986 bis in den Spätsommer 1989 entstanden 109 Vantage Volantes, 30 davon mit Automatikgetriebe. Sie waren die teuersten Modelle im Aston-Martin-Programm. Bei der Markteinführung kostete ein Vantage Volante 93.500 £. Drei Jahre später lag der Preis für die letzten Exemplare bei 135.000 £. Damit waren sie 25.000 £ teurer als ein geschlossener V8 Vantage und 15.000 £ teurer als ein regulärer V8 Volante.

### V8 Vantage VolantePrince of Wales
Eine besondere Ausführung des V8 Vantage Volante geht auf Prinz Charles, den Prince of Wales, zurück. Der Sohn der Britischen Königin gab 1987 ein Fahrzeug in Auftrag, das die Antriebstechnik des V8 Vantage Volante mit der schlichten Karosserie des regulären V8 Volante verband. Es verzichtete auf Front- und Heckspoiler und die seitlichen Schweller, außerdem war die Kühleröffnung nicht verschlossen. Lediglich die Radläufe waren weiter ausgestellt als beim regulären V8 Volante; die Verbreiterung erreichte aber nicht das Format des X-Pack-Designs. Das Auto hatte die 16-Zoll-Ronal-Felgen, die auch beim V8 Vantage Volante verwendet werden. Diese Ausführung wird inoffiziell als V8 Vantage Volante Prince of Wales (oder PoW) bezeichnet.
Nachdem das erste Exemplar an Prinz Charles ausgeliefert worden war, entschied sich Aston Martin zur Auflage einer Kleinserie nach dieser Konfiguration. Insgesamt entstanden 22 Prince-of-Wales-Volantes; eines davon hatte ein Automatikgetriebe. Sie sind heute begehrte Sammlerstücke, die 30 Jahre nach der Produktionseinstellung Verkaufspreise von bis zu 1 Mio £ erreichen.

### V8 Vantage VolanteEcurie Ecosse
Eine kleine Sonderserie von drei Fahrzeugen trägt inoffiziell die Bezeichnung Ecurie Ecosse, weil zwei von ihnen für die Eigentümer des in Edinburgh ansässigen schottischen Rennstalls Ecurie Ecosse gebaut wurden, der in den späten 1980er-Jahren ein Revival erlebte. Diese drei Cabriolets sind weitere Mischversionen, die die Bereitschaft Aston Martins zur Individualisierung ihrer Autos und zur Kombination verschiedener Konfigurationsdetails belegen. Sie entsprechen technisch und stilistisch weitgehend den Prince-of-Wales-Modellen, haben aber den auffallenden integrierten X-Pack-Heckspoiler der serienmäßigen V8 Vantage Volante.

### Cosmetic V8 Vantage Volantes

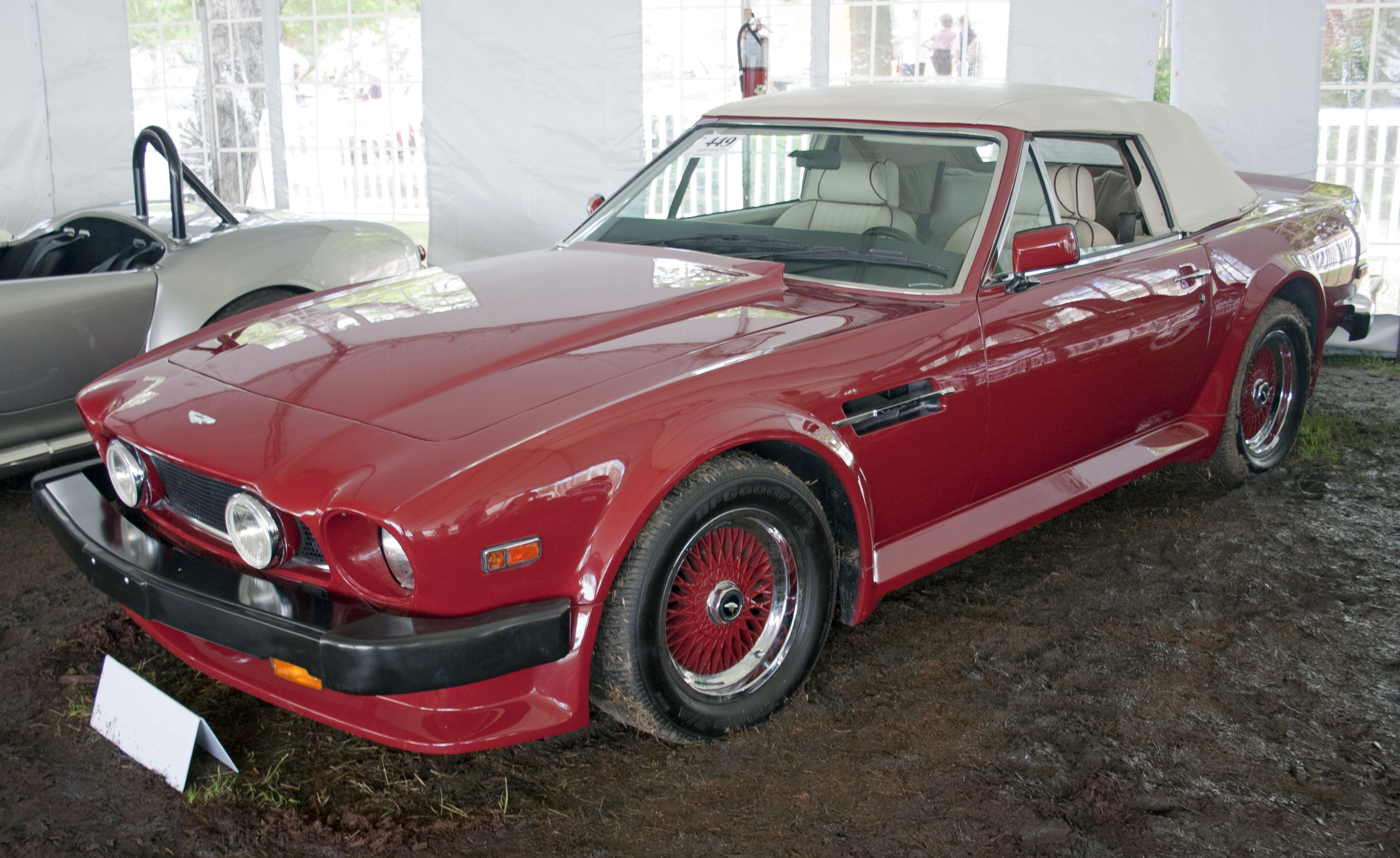
Cosmetic V8 Vantage Volante

Während die Prince-of-Wales-Reihe und die Ecurie-Ecosse-Modelle den starken Motor des Vantage mit der schlichten Karosserie des regulären V8 Volante verbinden, entwickelte Aston Martin für den nordamerikanischen Markt eine umgekehrte Kombination. Weil der Vantage-Motor dort nicht zugelassen war, entstand ab 1987 analog zu den geschlossenen Cosmetic Vantages eine Reihe offener Cosmetic V8 Vantage Volantes. Diese linksgelenkten Autos haben die auffällig verbreiterte Karosserie des europäischen Vantage Volante im X-Pack-Stil, werden aber von dem V8-Motor mit Benzineinspritzung angetrieben, der auch im regulären V8 Coupé der fünften Serie verwendet wird. Die meisten von ihnen haben die flache Motorhaube, die nur zusammen mit der Benzineinspritzung verwendet werden kann. Die Motorleistung liegt bei etwa 315 bhp (235 kW, 320 PS). Aston Martin baute insgesamt 58 Autos dieser Konfiguration, von denen 47 mit einem Automatikgetriebe ausgestattet sind. Fünf weitere Cosmetics entstanden nach der Prince-of-Wales-Konfiguration.

## Konversionen
Neben den werksseitig angebotenen 5,4-Liter-Motoren können die V8 Vantage wie alle anderen Mitglieder der V8-Familie (und ihr Nachfolger Virage) seit 1989 mit größeren Motoren unterschiedlichen Hubraums ausgestattet werden. Ausgangspunkt war eine auf 6,3 Liter vergrößerte Variante des Achtzylindermotors, die der unabhängige Tuningbetrieb Richard S. Williams (RSW) entwickelt hatte. Ihre Leistung wurde mit 470 bhp angegeben. 1991 übernahm Aston Martins Works Service diesen Motor, der seitdem als Nachrüstung angeboten wird. Richard Williams entwickelte daraufhin weitere Varianten des Aston-Martin-Motors. Die größte von ihnen hat einen Hubraum von 7,0 Litern. sie kann auch in den geschlossenen und in den offenen V8 Vantage eingebaut werden.

## V8 Vantage Zagato

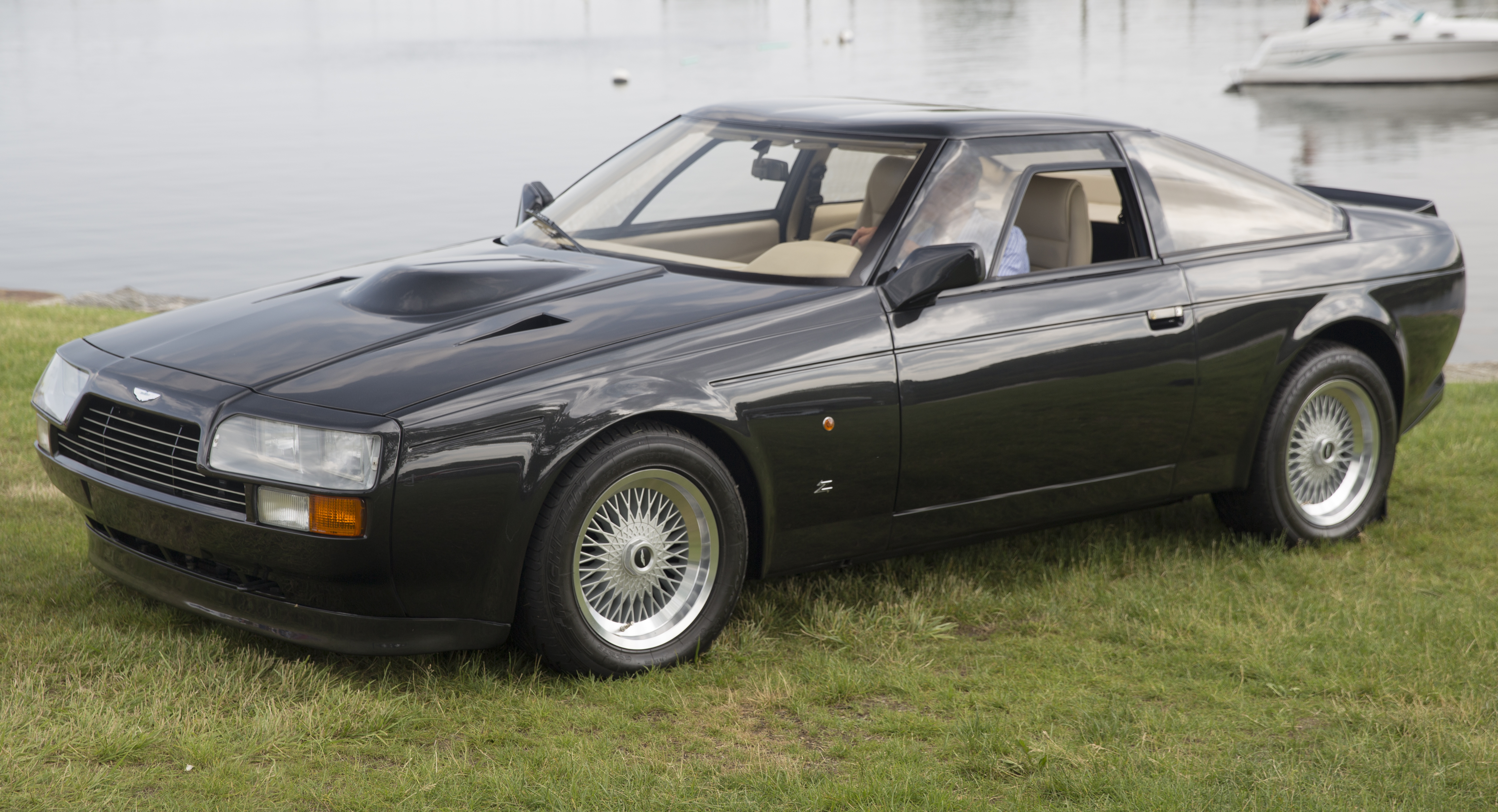
V8 Vantage Zagato

Der Aston Martin V8 Zagato ist ein Sondermodell, das die Antriebstechnik des Aston Martin V8 Vantage mit einer individuellen Karosserie verbindet, die die italienische Carrozzeria Zagato entwarf und baute. Mit diesem auf dem Genfer Automobilsalon 1984 vereinbarten Projekt knüpften beide Unternehmen an den Aston Martin DB4 GT Zagato von 1960 an. Ziel war es, gemeinsam einen 300 km/h schnellen Sportwagen zu bauen. Dementsprechend war die Zagato-Karosserie, die Giuseppe Mittino entworfen hatte, besonders leicht und zudem mit besonderem Augenmerk auf effiziente Aerodynamik gestaltet. Der Luftwiderstandsbeiwert betrug 0,33. Zum Einsatz kam der 410 bhp (308 kW, 419 PS) starke Vantage-Motor der V580X-Generation. Mit ihm kam der geschlossene V8 Zagato auf eine Höchstgeschwindigkeit von 299 km/h. Aston Martin und Zagato bauten bis 1989 insgesamt 89 Coupés. Davon abgeleitet war die offene Version V8 Zagato Volante, das im Gegensatz zum V8 Zagato Coupé den Einspritzmotor des regulären V8 Saloon EFI hatte. Er leistete 315 bhp (235 kW, 320 PS), sodass das Cabriolet, das zudem schwerer war als das Coupé, lediglich auf eine Höchstgeschwindigkeit von 257 km/h kam. Bis 1989 entstanden je nach Quelle 25 oder 37 Cabriolets.

## Produktion und Preise

### Coupés
Der Aston Martin V8 Vantage wurde von 1977 bis 1989 gebaut. In dieser Zeit entstanden etwa 360 Fahrzeuge, Prototypen und Cosmetic Vantages nicht mitgerechnet. Die Verkaufspreise stiegen von 20.000 £ bei Einführung des Modells schrittweise auf 110.000 £ für die letzte Baureihe 1989. Nochmals teurer waren die V8 Vantage Volantes, von denen in drei Jahren 134 Fahrzeuge (ohne Cosmetics) entstanden.
| Serie   | Modell                      | Zeitraum                 | Produktion | Preis (Großbritannien)    |
| ------- | --------------------------- | ------------------------ | ---------- | ------------------------- |
| Serie 1 | V8 Vantage Bolt on Fliptail | 1977                     | 16         | 20.000 £                  |
| Serie 1 | V8 Vantage Moulded Fliptail | 1978                     | 23         | 23.000 £                  |
| Serie 2 | V8 Vantage V540 OI          | Oktober 1978–März 1980   | 44         | 25.998 £ (Oktober 1978)   |
| Serie 2 | V8 Vantage V540 OI          | Oktober 1978–März 1980   | 44         | 29.000 £ (April 1979)     |
| Serie 2 | V8 Vantage V540 OI          | Oktober 1978–März 1980   | 44         | 32.500 £ (November 1979)  |
| Serie 2 | V8 Vantage V580             | April 1980–Dezember 1982 | 43         | 37.000 £ (April 1980)     |
| Serie 2 | V8 Vantage V580             | April 1980–Dezember 1982 | 43         | 40.000 £ (März 1981)      |
| Serie 2 | V8 Vantage V580             | April 1980–Dezember 1982 | 43         | 42.500 £ (Februar 1982)   |
| Serie 2 | V8 Vantage V580BBS          | 1982-Januar 1986         | 94         | 45.000 £ (Februar 1983)   |
| Serie 2 | V8 Vantage V580BBS          | 1982-Januar 1986         | 94         | 50.000 £ (April 1984)     |
| Serie 2 | V8 Vantage V580BBS          | 1982-Januar 1986         | 94         | 57.000 £ (Juni 1985)      |
| Serie 2 | V8 Vantage V580BBS          | 1982-Januar 1986         | 94         | 59.500 £ (Januar 1986)    |
| Serie 3 | V8 Vantage V580X („X-Pack“) | Februar 1986–August 1989 | 137        | 63.500 £ (Oktober 1986)   |
| Serie 3 | V8 Vantage V580X („X-Pack“) | Februar 1986–August 1989 | 137        | 70.000 £ (März 1987)      |
| Serie 3 | V8 Vantage V580X („X-Pack“) | Februar 1986–August 1989 | 137        | 75.000 £ (Oktober 1987)   |
| Serie 3 | V8 Vantage V580X („X-Pack“) | Februar 1986–August 1989 | 137        | 79.500 £ (März 1988)      |
| Serie 3 | V8 Vantage V580X („X-Pack“) | Februar 1986–August 1989 | 137        | 87.000 £ (September 1988) |
| Serie 3 | V8 Vantage V580X („X-Pack“) | Februar 1986–August 1989 | 137        | 100.000 £ (Februar 1989)  |
| Serie 3 | V8 Vantage V580X („X-Pack“) | Februar 1986–August 1989 | 137        | 110.000 £ (August 1989)   |

### Vantage Volantés
| Modell                                      | Zeitraum  | Produktion | Preis (Großbritannien)     |
| ------------------------------------------- | --------- | ---------- | -------------------------- |
| V8 Vantage Volante                          | 1986–1989 | 109        | 80.000 £ (Oktober 1986)    |
| V8 Vantage Volante                          | 1986–1989 | 109        | 87.500 £ (März 1987)       |
| V8 Vantage Volante                          | 1986–1989 | 109        | 93.500 £(Oktober 1987)     |
| V8 Vantage Volante                          | 1986–1989 | 109        | 99.500 £ (März 1988)       |
| V8 Vantage Volante                          | 1986–1989 | 109        | 109.000 £ (September 1988) |
| V8 Vantage Volante                          | 1986–1989 | 109        | 125.000 £ (März 1989)      |
| V8 Vantage Volante                          | 1986–1989 | 109        | 135.000 £ (August 1989)    |
| V8 Vantage Volante Prince of Wales          | 1987–1989 | 22         |                            |
| V8 Vantage Volante Ecurie Ecosse            | 1987–1989 | 3          |                            |
| Cosmetic V8 Vantage Volante                 | 1986–1989 | 58         |                            |
| Cosmetic V8 Vantage Volante Prince of Wales | 1987–1989 | 5          |                            |